# Bakersfield sound
Il Bakersfield sound è un genere di musica country sviluppato nella seconda metà degli anni cinquanta attorno a Bakersfield in California

## Origini
Il Bakersfield è nato come reazione al Nashville Sound, che nel frattempo stava prendendo piede.

## Artisti
Buck Owens con i The Buckaroos, John Dawson, cofondatore dei New Riders of the Purple Sage, e Merle Haggard con i The Strangers sono gli artisti più famosi e di maggior successo di questo genere musicale.